# Robert Brandom
 (mars 2020).
Robert Brandom (né le 13 mars 1950) est un philosophe américain qui enseigne à l'Université de Pittsburgh. Ses travaux sont au carrefour de la philosophie du langage, la philosophie de l'esprit et la philosophie de la logique. Considéré comme l'un des principaux représentants de la philosophie analytique contemporaine, il a soutenu un doctorat à l'Université de Princeton, sous la direction de Richard Rorty et de David K. Lewis. 

## Biographie
L'œuvre de Robert Brandom est influencée par les travaux de Wilfrid Sellars, de Richard Rorty et de John McDowell. Brandom s'inspire également de philosophes classiques comme Emmanuel Kant et G.W.F. Hegel ou de philosophes qui ont marqué le XXe siècle comme Gottlob Frege ou Ludwig Wittgenstein.
Son projet est d'offrir une alternative inférentialiste, normative, pragmatiste et sociale à la sémantique représentationaliste et à la philosophie de l'esprit naturaliste et individualiste qui dominent la philosophie analytique contemporaine et constitue le paradigme des recherches en sciences cognitives. A cette fin, Brandom défend un néopragmatisme en linguistique, dont le but est de tirer toutes les conséquences de l'idée wittgensteinienne selon laquelle la signification réside dans l'usage.
Il propose une approche linguistique et normative de l'intentionnalité en substituant aux notions fonctionnelles-causales de « croyance » ou d'« « état mental » les concepts déontiques d'« engagement » et d'« habilitation » doxastiques. Ces statuts normatifs sont mutuellement attribués par les participants du jeu de langage fondamental de l'assertion. Ainsi, dans ce nouvel idiome, « croire que p » a pour signification pragmatique l'engagement du locuteur envers les conséquences nécessaires de p, et l'habilitation aux conséquences non-nécessaires de p.
Ce sont ces idées qu'il développe dans son ouvrage de 1994 intitulé Making it Explicit et, plus brièvement, dans Articulating Reasons: An Introduction to Inferentialism (2000). Brandom a également publié un recueil d'essais sur l'histoire de la philosophie (Tales of the Mighty Dead, 2002). Il est l'éditeur d'une recueil d'articles sur la philosophie de Richard Rorty (Rorty and His Critics, 2000). Brandom a publié en mai 2019 un ouvrage intitulé A Spirit of Trust portant sur la Phénoménologie de l'Esprit de Hegel.